# Медаља за заслуге у просвети и култури
Медаља за заслуге у просвети и култури је било одликовање Савезне Републике Југославије и Државне заједнице Србије и Црне Горе. Медаља је установљена 4. децембра 1998. године доношењем Закона о одликовањима СРЈ. Медаља за заслуге у просвети и култури имала је три степена и додељивала се за заслуге у области просвете, културе, информисања и физичке културе.

## Изглед одликовања
Медаља за заслуге у просвети и кутури првог степена израђена је од позлаћене легуре бакра и цинка у облику круга, пречника 38мм. На лицу медаље стилизована је отворена књига. На левој страни књиге је украсни иницијал "П" који означава почетно слово речи: "Просвета" из Мирослављевог јеванђеља, а састоји се из две конфронтиране птице које заједнички држе у кљуновима палмету. На десној страници књиге налази се украсни иницијал "К" који означава почетно слово речи: "Култура" из истог рукописа, а испод иницијала - друга отворена књига. На наличју медаље, у средини, налази се правоугаони натпис: "За заслуге у просвети и култури". Око натписа у рељефу су стилизовани листови ловора, који формирају звездасту форму. У доњем делу, у средини листова, налази се штит са иницијалима Савезне Републике Југославије. Медаља виси па траци ширине 20мм сложеној у облику петоугла, тако да су горња хоризонтална и две доње косе стране дуге по 22мм, а бочне стране по 42мм. Трака медаље израђена је од светлоплаве моариране свиле,
ширине 36мм, са једном усправном пругом тамноплаве боје у средини, ширине 1мм. Врпца медаље израђена је од светлоплаве моариране свиле,
ширине 36мм, са једном усправном пругом тамноплаве боје у средини, ширине 1мм. Медаља за заслуге у просвети и кутури првог·степена носи се на левој страни груди..
Медаља за заслуге у просвети и кутури другог степена је по композицији, материјалу и величини иста као и Медаља за заслуге у просвети и култури првог степена, али је посребрена. Медаља виси па траци ширине 20мм сложеној у облику петоугла, тако да су горња хоризонтална и две доње косе стране дуге по 22мм, а бочне стране по 42мм. Трака медаље израђена је од светлоплаве моариране свиле, ширине 36мм, са две усправне пруге тамноплаве боје у средини, ширине 1мм. Врпца медаље израђена је од светлоплаве моариране свиле, ширине 36мм, са две усправне пруге тамноплаве боје у средини, ширине 1мм. Медаља за заслуге у просвети и кутури другог·степена носи се на левој страни груди.
Медаља за заслуге у просвети и култури трећег степена је по композицији, материјалу и величини иста као и Медаља за заслуге у просвети и култури првог и другог степена, али је бронзано патинирана. Медаља виси па траци ширине 20мм сложеној у облику петоугла, тако да су горња хоризонтална и две доње косе стране дуге по 22мм, а бочне стране по 42мм. Трака медаље израђена је од светлоплаве моариране свиле, ширине 36мм, са три усправне пруге тамноплаве боје у средини, ширине 1мм. Врпца медаље израђена је од светлоплаве моариране свиле, ширине 36мм, са три усправне пруге тамноплаве боје у средини, ширине 1мм Медаља за заслуге у просвети и кутури трећег·степена носи се на левој страни груди.
| Медаља првог степена | Медаља другог степена | Медаља трећег степена |
| -------------------- | --------------------- | --------------------- |
| Траке одликовања     |                       |                       |
|                      |                       |                       |